# Bauchgesicht

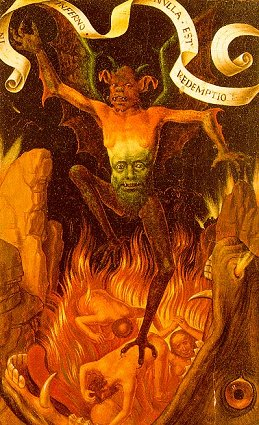
Hans Memling: Die Hölle (um 1485)

Das Bauchgesicht (auch Gesicht am Bauch; gräzisierend: Gastrocephaler) ist ein Motiv der antiken griechischen Mythologie sowie der christlichen Ikonografie.

## Zweck
Im antiken griechischen Mythos zeigt Baubo ihren nackten Leib, vermutlich mit einem Bauchgesicht, um Demeter in ihrer Trauer über ihre verlorene Tochter aufzuheitern. 
In christlichem Kontekt werden der Teufel oder seine dienstbaren männlichen Dämonen mit zusätzlichen menschlichen Gesichtern und fabelhaften Fratzen bei der Bestrafung von Sündern oder der Versuchung von Heiligen dargestellt. Die Vorherrschaft niederer Triebe wird durch den Bildtypus der Gastrocephalen verkörpert.

## Herkunft
Diese Darstellungen stammen ursprünglich nicht aus der christlichen Literatur, sondern entstanden unter fremden kulturellen Einflüssen (siehe auch Acephale).

## Darstellungen
Schon in frühmittelalterlichen Handschriften wird das Medusenhaupt nicht in ihrer Dämonen abwehrenden Bedeutung verstanden, sondern als Gesicht am Bauch in phantastisch-komischer Weise dargestellt.
Seit dem 2. Jahrhundert werden „Bauchgesichter“ der indischen Mythologie dargestellt. In einigen wenigen Darstellungen des Buddha wird dieser von Fratzen auf Bauch oder Brust versucht.
Darstellungen mit Gesichtern am Bauch finden sich an den Archivolten an der Süd-Fassade der Kathedrale von Chartres (13. Jh.).